# Ер Маурицијус
Ер Маурицијус (IATA: MK, ICAO: MAU) (енгл. Air Mauritius) је национална и највећа авио-компанија Маурицијуса, са седиштем у Порт Лују. Саобраћају на редовним регионалним и међународним линијама ка 30 дестинација на свету са 80 летова недељно. База компаније је на Аеродрому Порт Луј.

## Историја
Основан је 14. јуна 1967. године. Прве летове су обавили у августу 1972. када су од Ер Мадагарскара изнајмили авион Пајпер ПА-31 Навајо, са шест седишта за летове између Маурицијуса и Реиниона. Међународне летове су почели када су 1977. од Бритиш Ертурса изнајмили авион Боинг 707.
Током 1970-их и 1980-их, Ер Маурицијус је летео авионима Боинг 707 и Боинг 747СП. Данас су ови авиони замењени. Флота је обновљена прво 1988. куповином Боинга 767, а затим су набављени и Ербас А340 1994. године, АТР-42 1997. године, АТР-72 2002. и Ербас А319 за летове у Африци. Децембра 2006. Ер Маурицијусу је испоручен задњи нови авион Ербас А340-300 (регистрација: 3B-NBJ).
Ер Маурицијус је 1988. авионом Боинг 767-200ЕР (регистрација: 3B-NAL) летело рекордни лет из Халифакса у Новој Шкотској беспрекидно до Маурицијуса. Са пређених 14.042 километара, лет је трајао 16 сати и 27 минута.

## Флота
| Тип             | Укупно         | Седишта         | Регистрације           |
| --------------- | -------------- | --------------- | ---------------------- |
| Бел Џет Рејџерс | 3              | 4               |                        |
| ATP 72-500      | 2              | 72              | 3B-NBK, 3B-NBG         |
| Ербас A319-100  | 2              | 120 (12/108)    | 3B-NBF, 3B-NBH         |
| Ербас A330-200  | (+2 поручених) | -               |                        |
| Ербас A340-300  | 3              | 294 (12/28/254) | 3B-NAU, 3B-NAV, 3B-NAY |
| Ербас A340-300X | 2              | 294 (12/28/254) | 3B-NBD, 3B-NBE         |
| Ербас A340-300E | 2              | 299(12/33/254)  | 3B-NBI, 3B-NBJ         |